# Містретта
Містретта (італ. Mistretta, сиц. Mistritta) — муніципалітет в Італії, у регіоні Сицилія,  метрополійне місто Мессіна.
Містретта розташована на відстані близько 470 км на південь від Рима, 95 км на схід від Палермо, 110 км на захід від Мессіни.
Населення — 4822 особи (2014).

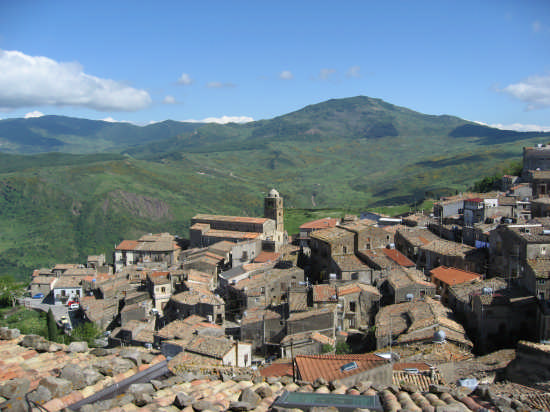

Щорічний фестиваль відбувається 20 січня та 18 серпня. Покровитель — San Sebastiano.

## Демографія
Населення за роками:

Станом на 1 січня 2023 року в муніципалітеті офіційно проживало 79 іноземців з 16 країн, серед них 50 громадян країн Євросоюзу.

## Сусідні муніципалітети
- Капіцці
- Каронія
- Кастель-ді-Лучо
- Черамі
- Мотта-д'Аффермо
- Нікозія
- Петтінео
- Реїтано
- Санто-Стефано-ді-Камастра